# Okrožje Združenih držav Amerike
Okrožje Združenih držav Amerike (angleško County) je lokalna upravna enota v okviru zvezne države ZDA. Manjše od okrožij so mestne upravne enote. Pojem okrožje označuje upravne enote v 48 od 50 zveznih držav, medtem ko Louisiana uporablja pojem župnija (angleško parish), medtem ko je Aljaska razdeljena na mestna področja (angleško borough). Vključno z omenjenimi enotami Združene države združujejo 3.141 okrožij ali enot z enakim pravnim statusom; najmanj jih ima Delaware (3 okrožja) in največ Teksas (254).
V množici zveznih držav so okrožja razdrobljena med mesta oziroma občine. Politična moč uprave okrožja se izrazito spreminja od države do države, tako pa tudi razmerje pristojnosti med okrožjem in vanj vključenimi mestnimi oblastmi. Te odnose določajo ustave posameznih zveznih držav.

## Število okrožij in sorodnih enot
3.141 okrožij in njim pravno enakih entitet v 50 zveznih državah sestavlja:
- 3.007 enot, imenovanih okrožje
- 16 mestnih regij (angleško borough) Aljaske
- 11 statističnih regij (angleško census area) Aljaske (območja, ki niso vključena v zgornjo kategorijo)
- 64 civilnih župnij (angleško parish) Louisiane
- 42 neodvisnih mest (po eno v Marylandu, Missouriju in Nevadi, preostanek v Virginiji)
- 1 zvezno okrožje (zvezno okrožje Kolumbija)

Skupina ne vsebuje upravnih enot na odvisnih ozemljih, kjer se za okrožjem enake obravnavajo:
- 78 občin (špansko municipio) na Puerto Ricu
- 2 okraja (angleško district) na Deviških otokih
- 19 volilnih okrajev (angleško election district) na Guamu
- 17 okrajev na Severnih Marianskih otokih
- 5 okrajev na Ameriški Samoi[1]